# 泰穆拉茲二世
泰穆拉茲二世（თეიმურაზ II，1762年1月8日卒）是卡赫蒂國王（1732—1744年）、卡尔特利國王（1744—1762年），伊拉克略一世的一個兒子。

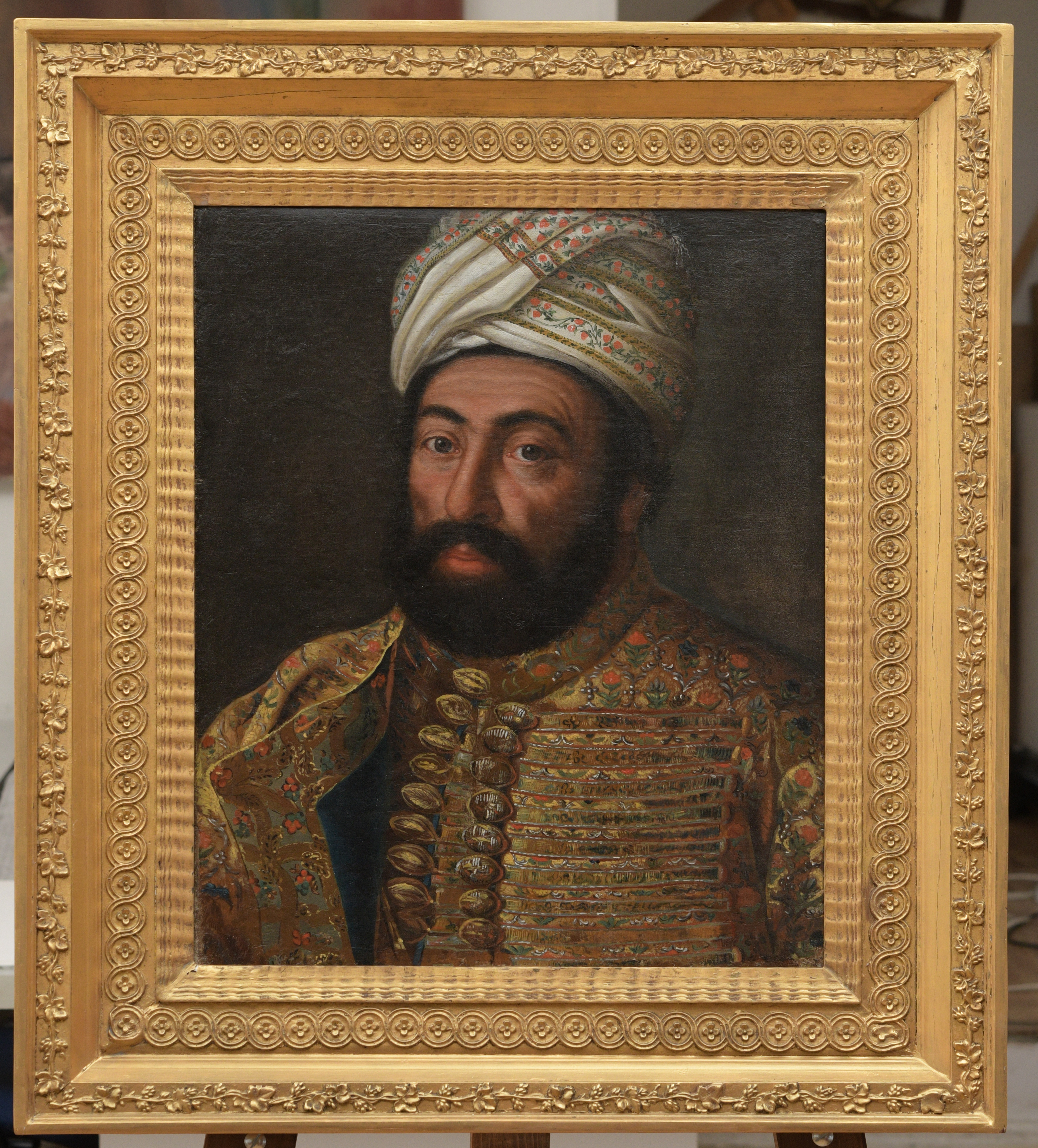
泰穆拉茲二世

為了對抗鄂圖曼土耳其，泰穆拉茲二世向伊朗的納迪爾沙稱臣繳納巨大稅務；作為回報，1744年納迪爾沙將他立為卡尔特利國王。泰穆拉茲二世去世後，他的兒子伊拉克略二世成為卡赫蒂、卡尔特利的共主。
- Suny, Ronald Grigor. . Indiana University Press. 1994. ISBN 978-0253209153.